# (2636) Lassell
(2636) Lassell (1982 DZ) – planetoida z pasa głównego asteroid okrążająca Słońce w ciągu 5 lat i 80 dni w średniej odległości 3,01 j.a. Została odkryta 20 lutego 1982 roku w Lowell Observatory (Anderson Mesa Station) w Flagstaff przez Edwarda Bowella. Nazwa planetoidy została nadana na cześć Williama Lassella, angielskiego astronoma amatora, odkrywcy 4 księżyców planet w Układzie Słonecznym.